# Raimundus Lullus Institut
Raimundus Lullus Institut és un centre d'investigació a la facultat de teologia de la Universitat de Friburg de Brisgòvia creada el 1957 per Friedrich Stegmüller. S'hi estudia l'obra de Ramon Llull. Segons Antoni Maria Badia i Margarit (1920-2014) és «la capital espiritual del lul·lisme».
Ha preparat un Manuale Lullianum, que comprèn una relació dels escrits autèntics de Ramon Llull, amb indicacions sobre llur origen, llur tradició manuscrita i llurs edicions. Ha publicat en col·laboració amb la Maioricensis Schola Lullistica i des del 1975 dins el Corpus Christianorum de Bèlgica les Raimundi Lulli Opera Latina. Dels cinquanta-cinc volums prevists, el 2007 ja havien sortit 32 volums el 2007. Recull microfilms dels manuscrits lul·lians i hi ha format repertoris de les obres dubtoses i espúries de Llull, així com dels lul·listes, els antilul·listes i els investigadors del lul·lisme.
Friedrich Stegmüller en fou director fins al 1967. Des del 1968 el dirigeix Helmut Riedlinger, ajudat fins al 1980 per Alois Madre i des del 1974 per Charles H. Lohr. El 1996 va rebre la Creu de Sant Jordi en reconeixement de la seva tasca. El 2008 va decidir integrar també els escrits en català en la base de dades.

## Reconeixement
El 1996 va rebre la Creu de Sant Jordi «per la dedicació a l'edició de la seva obra llatina de la qual han aparegut una vintena de volums, que contribueixen a una major i prestigiosa difusió d'un dels màxims representants de la cultura catalana i universal».